# Higashimatsuyama
Higashimatsuyama (japanisch 東松山市, -shi) ist eine Stadt im Zentrum der Präfektur Saitama. Die Stadt ist berühmt für Yakitori.

## Geografie
Higashimatsuyama liegt nördlich von Sakado und Kawagoe, südlich von Kumagaya und westlich von Kōnosu.

## Geschichte
Ursprünglich ein landwirtschaftlich geprägter Ort, entwickelte sich Higashimatsuyama zu einer industrialisierten Stadt. 
Higashimatsuyama wurde am 30. September 1954 zur Shi ernannt.

## Wirtschaft
Bosch Japan unterhält in Higashimatsuyama eines der größten Werke des Konzerns im Land.

## Sehenswürdigkeiten
- „Takasaka-Skulpturen-Promenade“ (高坂彫刻プロムナード): 32 Skulpturen von Takada Hiroatsu.
- Shōbō-ji, buddhistischer Tempel mit der Iwadono Kannon (岩殿観音). Es ist der 10. Tempel des Bandō Sanjūsankasho.
- Yakyū-Inari-Schrein (箭弓稲荷神社)

## Verkehr
- Straße:
  - Kanetsu-Autobahn, nach Tokio oder Niigata
  - Nationalstraße 254, nach Tokio
- Zug:
  - Tōbu Tōjō-Hauptlinie nach Ikebukuro oder Yorii

## Angrenzende Städte und Gemeinden
- Kumagaya
- Sakado
- Yoshimi
- Namegawa
- Hatoyama
- Kawajima

## Städtepartnerschaft
- Nijmegen, seit 1996

## Persönlichkeiten
- Taishi Matsumoto (* 1998), Fußballspieler
- Ryōma Watanabe (* 1996), Fußballspieler